# Vertebroplastie
Die Vertebroplastie, durchgeführt als perkutane Vertebroplastie (kurz PV), ist ein minimalinvasives medizinisches Verfahren zur Behandlung von Wirbelkörperfrakturen, bei dem der gebrochene Wirbel von innen mit Knochenzement gefüllt und dadurch stabilisiert wird. Die perkutane Vertebroplastie ist der Vorreiter der Kyphoplastie.

## Geschichte und Anwendungsbereiche
Vertebroplastien wurden zunächst jahrzehntelang als gewöhnliche Operationen durchgeführt. Das nicht immer befriedigenden Nutzen-Risiko-Verhältnis gab den Anstoß, die Vertebroplastie als perkutanes Verfahren zu entwickeln. Eine perkutane Vertebroplastie wurde erstmals 1984 im Universitätskrankenhaus von Amiens durchgeführt, um nach der Entfernung eines gutartigen Hämangioms der Wirbelsäule einen frakturgefährdeten Hohlraum auszufüllen. Die französischen Autoren publizierten einen Artikel über diese Behandlung und sechs weitere Operationen dieser Art im Jahr 1987.
Seitdem etablierte sich das Verfahren zunehmend auch zur Behandlung osteoporotischer Wirbelbrüche. Die Anwendung bei solchen Sinterungsbrüchen steht heute im Vordergrund. Die perkutane Vertebroplastie wird aber auch z. B. bei Beschädigungen von Wirbeln infolge von Metastasen in der Wirbelsäule eingesetzt. Sie kann angewendet werden, wenn die von einem eingebrochenen Wirbel ausgehenden andauernden Schmerzen mit Medikamenten nicht ausreichend behandelbar sind.

## Vorgehen
Der Patient wird in Bauchlage auf einem Durchleuchtungsplatz (alternativ: CT-Tisch) und zumeist unter Lokalanästhesie behandelt. Durch die Bogenwurzeln (auch Füßchen oder Pediculi genannt) des betroffenen Wirbels wird eine große Hohlnadel eingebracht. Anschließend spritzt man Knochenzement in den Wirbelkörper ein, der unter Hitzeentwicklung in kurzer Zeit aushärtet.

## Komplikationen

### Zementleckagen
Sehr häufig kommt es während der Injektion zu einem Austritt von Knochenzement aus dem behandelten Wirbelkörper in Venen, in den paravertebralen Raum, in die benachbarten Bandscheibenfächer oder in den Spinalkanal. Die Häufigkeit solcher Zementleckagen wurde in vier Studien mit Werten zwischen 33 % und 72 % angegeben. Meist bleibt der Zementaustritt asymptomatisch. Bei einem Eindringen von Zement in Venen ist jedoch die Verschleppung des Materials möglich, im Extremfall bis in den Lungenkreislauf mit dem Bild einer Embolie. Ein Übertritt von Zement in den Spinalkanal kann zu einem Querschnittsyndrom durch Kompression des Rückenmarks führen. Neuere Systeme, wie beispielsweise das Confidence-System, versuchen diese Gefahren durch eine erhöhte Zementfestigkeit zu minimieren.

### Folgefrakturen
Weitere Wirbelbrüche im Anschluss an die Operation – sogenannte Folge- oder Anschlussfrakturen – sind die zweithäufigste Komplikation, wobei es im Einzelfall unklar bleibt, ob die Folgefraktur durch den Eingriff provoziert oder begünstigt wurde oder ob sie aufgrund der fortbestehenden bzw. fortschreitenden Osteoporose auch unabhängig davon eingetreten wäre. Die Häufigkeit von Folgefrakturen wird je nach Studie mit etwa 10 bis 20 % angegeben. Insgesamt haben zahlreiche Faktoren einen Einfluss auf die Kräfteverhältnisse in den Wirbelkörpern, die einen weiteren Wirbelbruch begünstigen können, darunter in erster Linie die Form des behandelten Wirbelbruchs. Aber auch die mechanischen Eigenschaften (Elastizitätsmodul) des ausgehärteten Knochenzements und der betroffenen Knochensubstanz spielen eine Rolle, ferner die Menge des bei der Operation eingebrachten Zements und nicht zuletzt die Bewegungen, mit der der Patient seine Wirbelsäule zum Beispiel beim Gehen oder Beugen belastet. Durch erfolgreiche Vertebroplastie erhält der Patient mehr Bewegungsfreiheit, so dass er seine Wirbelsäule möglicherweise stärker belasten wird als ein unbehandelter, eher von Schmerzen gehemmter Patient. Zugleich werden durch die Vertebroplastie punktuell einzelne Wirbelkörper versteift, was zu einer höheren Belastung benachbarter Wirbelkörper führen kann. Auch eine Zementleckage in das Bandscheibenfach erhöht die Gefahr einer Folgefraktur im benachbarten Wirbelkörper.
Eine Studie aus dem Jahr 2006 kam zu dem Ergebnis, dass die Häufigkeit von Frakturen an Wirbelkörpern (WK) durch den Eingriff wahrscheinlich nicht erhöht wird: „Insgesamt kann aber eine erhöhte Frakturgefahr im Vergleich zu unbehandelten Patienten nach osteoporose-bedingten WK-Frakturen nicht glaubhaft angenommen werden.“ Eine Studie aus dem Jahr 2012 betrachtete speziell Sandwich-Wirbelkörper, also unbehandelte Wirbelkörper, die zwischen zwei behandelten Wirbelkörpern liegen. Die Autoren kamen zu der Schlussfolgerung, dass Sandwich-Wirbelkörper „nicht häufiger frakturieren als die übrigen Wirbelkörper“. Insgesamt ergibt sich aus den einschlägigen Studien jedoch ein uneinheitliches Bild. Die Rate an Anschlussfrakturen nach Vertebroplastie wird teilweise höher oder identisch, teilweise aber auch niedriger angegeben als die Spontanrate weiterer Frakturen ohne vorherige Vertebroplastie. Bei Wirbelkörpern, die einem mit Vertebroplastie behandelten Wirbelkörper unmittelbar benachbart sind, erscheint die Gefahr einer Fraktur in verschiedenen Studien teils erhöht, teils nicht erhöht.

## Resultate
Ein sehr großer Teil der behandelten Patienten ist nach kurzer Zeit beschwerdefrei oder zumindest besser medikamentös zu behandeln. Die guten Erfolgsraten der PV gehen mit einer vergleichsweise niedrigen Rate an ernsten Komplikationen einher. Zwei Studien aus dem Jahr 2009 schienen darauf hinzudeuten, dass die PV einer Placebobehandlung nicht überlegen sei; aufgrund von methodischen Mängeln wurden diese Studien jedoch heftig kritisiert. Eine Studie aus dem Jahr 2015 zog wiederum den klinischen Wert der PV in Frage: Diese sei wahrscheinlich nicht wirksamer als eine Placebobehandlung, aber mit ernstzunehmenden Risiken verbunden. Die Autoren bewerteten allerdings aufgrund der niedrigen Fallzahlen die Aussagekraft ihrer Studie selbst als nur „mäßig“ und räumten die Möglichkeit ein, dass künftige Untersuchungen zu anderen Schlussfolgerungen kommen könnten.

## Verwandte Verfahren

### Kyphoplastie
Die Kyphoplastie ist eine Weiterentwicklung der Vertebroplastie durch den amerikanischen Orthopäden Mark Railey. Hierbei wird ein Ballon in den Wirbelkörper eingeführt, der diesen wieder aufrichtet und somit sein ursprüngliches Profil so weit wie möglich wiederhergestellt, bevor in den so geschaffenen Hohlraum Zement eingebracht wird. Eine kleine, passive Stellungsverbesserung der Wirbelfraktur kann auch bei der Vertebroplastie erreicht werden. Da bei der Ballon-Kyphoplastie mit niedrigen Drücken gearbeitet wird, kommt es seltener zum Austritt von Zement ins Nachbargewebe. Nachteilig bei dieser Methode ist, dass bei der Aufdehnung des Ballons intaktes Spongiosa-Gewebe zerstört wird und dass keine feste Verzahnung zwischen dem künstlichen Knochenzement und der verbleibenden Spongiosa stattfinden kann.
Seit 2009 gibt es neben der Ballon-Kyphoplastie auch ein kommerzielles System zur Radiofrequenz-Kyphoplastie, bei der ein visköserer Zement verwendet wird, der dann mittels Radiofrequenz-Energie ausgehärtet wird. Hierdurch soll ein Austritt des Zementes verhindert werden. In einer kleinen Studie 2019 sank die Austrittsrate von 27 % (historische Daten) auf 8 %. Hersteller ist die US-Firma Merit Medical Systems, Inc.
Der Trend geht heute zur Kyphoplastie, da mit ihr eine Höhenkorrektur (Reponierung) des gesinterten Wirbels möglich ist. Außerdem kommt es deutlich seltener zu Zementaustritten als bei der Vertebroplastie. Die Radiofrequenz-Kyphoplastie verbindet dabei die Vorteile der Vertebroplastie und der Ballon-Kyphoplastie. Laut Andreas Kurth ist sie „knochenschonend, schmerzlindernd, minimalinvasiv durch unipedikulären Zugang, und durch den ultrahochviskösen Zement kommt es zu einer massiv geringeren Extravasatrate“.

### Spongioplastie
Die Spongioplastie ist im Vorgehen zwischen der Vertebroplastie und der Kyphoplastie angesiedelt: Es werden zwei Hohlnadeln (von rechts und links) seitlich in den Wirbelkörper eingebracht und nach Schaffung eines jeweils zylindrischen Hohlraums wieder etwas zurückgezogen. Dann wird flüssigspongiöse Masse eingepresst.

### Vesselplastie
Die Vesselplastie ist ein Verfahren, welches ähnlich der Kyphoplastie einen Hohlraum im zusammengebrochenen Wirbel erzeugt. Vor dem Einbringen des flüssigen Knochenzements wird aber noch ein ballonähnliches Netz eingebracht, welches als zusätzlicher Fremdkörper im Wirbel verbleibt und in das der Knochenzement injiziert wird. Dadurch soll ebenfalls das unerwünschte Austreten von Knochenzement aus dem Wirbel in das umgebende Gewebe reduziert werden.

### Sakroplastie
Wie bei der Vertebroplastie wird Knochenzement perkutan in das Kreuzbein (Sakrum) injiziert, was besonders bei osteoporotischen Kreuzbeinbrüchen, sogenannten sakralen Insuffizienz-Brüchen, zu guten Ergebnissen führt.